# Дебесай, Киндиших
Киндиших Дебесай (англ. Kindishih Debesay, род. 3 декабря 1991) — эритрейский шоссейный велогонщик.

## Карьера
В 2013 году стал третьим на чемпионате Эритреи в групповой гонке. Принял участие в ряде алжирских и эритрейских гонках, включая Тур Алжира и Тур Эритреи.
В 2014 году выступил на Тропикале Амисса Бонго.

## Семья
Имеет трёх братьев — Мексеб, Ферекалси, Якоб и сестру — Моссана. Все они также являются велогонщиками.

## Достижения
2013
3-й на Чемпионат Эритреи — групповая гонка

## Рейтинги
| Год                 | 2013 |
| ------------------- | ---- |
| Африканский тур UCI | 88-й |
|                     |      |
| Источник: UCI       |      |